# 待考种

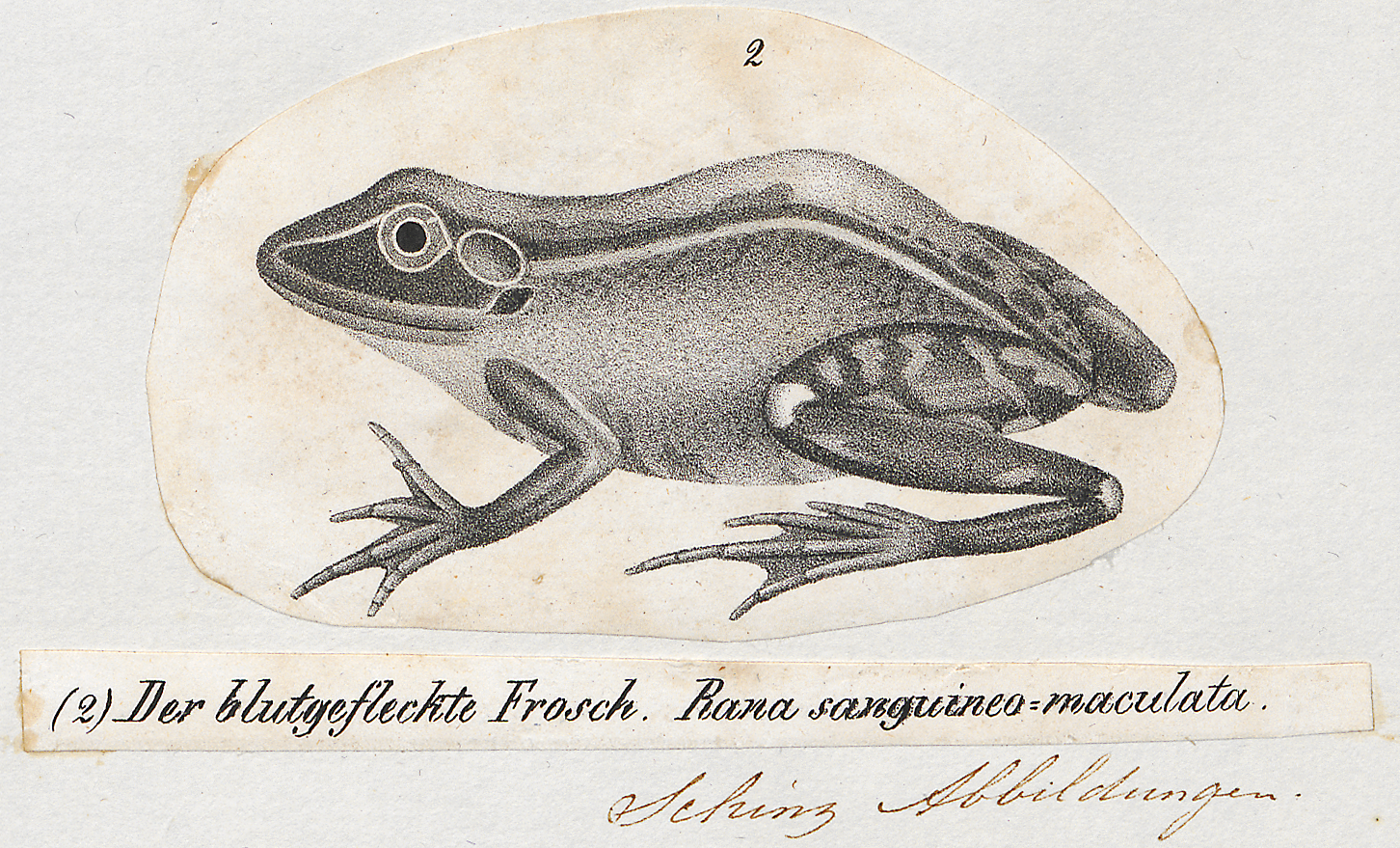
血斑蛙（Rana sanguineo-maculata ）被视为待考种（species inquirenda）

在生物学分类中，待考种，或称待考查物种、待考证物种或待调查物种（直译：「待调查的物种」），是指身份存疑，需要进一步研究的物种。 该术语在英语生物学文献中的使用至少可以追溯到十九世纪初。
待考证分类单元（直译：「待调查的分类单元」）一词含义更广，指未完全定义的分类单元，其分类有效性不确定、不同专家存在争议，或无法识别。需要进一步描述特征。
某些物种名称可能被指定为未定位名称（unplaced names），或称未放置名称、未归类名称，《世界植物在线》将其定义为“既不能被接受，也不能被归入同义名”。未归类的名称可能是未有效发表的名称、后来的同名物，因此不合法，或由于属名未被接受而无法被接受的物种。如果某个属中没有可接受的物种，或者该物种的模式标本尚不存在、不足以明确其身份，或者该物种的专家尚未对其进行研究以使其正确归类，则该物种名称可能仍处于未归类状态。
命名不稳定性（Nomenclatural instability）是指对物种命名存在分歧或缺乏共识的现象，这可能导致同一物种有多个拟定名称。同义名（Synonym）：当对同一物种提出不同的名称时，它们就成为同义名，这会使分类和识别变得复杂。

### 参阅
- 科学命名词汇表（英语：Glossary of scientific naming）
- 候选分类单元（拉丁语：Candidatus），基于不完整证据提出的分类单元
- 地位未定（拉丁语：incertae sedis），分类中位置不确定的分类单元
- 疑难名（拉丁语：nomen dubium），一个未知或可疑的名称
- 开放命名法（英语：Open nomenclature），分类学中使用的符号系统，用于表示分类学家对分类单元亲缘关系的判断